# Times Before The Ice (Demo)
Times Before The Ice es el segundo demo de la banda finlandesa de power metal Celesty.

## Canciones
1. «Intro» - 0:37
2. «Charge» - 5:07
3. «Power of the stones» - 4:51
4. «Heart of ice» - 5:26
5. «Outro» - 4:39

## Miembros
- Kimmo Perämäki - Voces
- J-P Alanen - Guitarra principal
- Tapani Kangas - Guitarra rítmica
- Jere Luokkamäki - Batería
- Juha Mäenpää - Teclado
- Ari Katajamäki - Bajo

## Compositores
- Jere Luokkamäki
- Tapani Kangas